# Burgruine Reichenfels (Kärnten)
Die Burgruine Reichenfels ist die Ruine einer Niederungsburg am Ausgang des Sommerauer Grabens in der Marktgemeinde Reichenfels im Bezirk Wolfsberg in Kärnten. Die Ruine steht unter Denkmalschutz (Listeneintrag).

## Ruine
Reste eines mittelalterlichen Berings und eines älteren Wohnbaus mit Erweiterungen im 15. und 16. Jahrhundert sind erhalten. Hangseitig besteht ein breiter Halsgraben. Nördlich des Grabens sind von der spätgotischen Burg teils noch Reste des Erdgeschoßes erhalten.